# شهرستان حمزه
شهرستان حمزه (به عربی: قضاء الحمزة) یک شهرستان در عراق است که در استان قادسیه واقع شده‌است.